# Pcickie
Pcickie (biał. Пціцкія; ros. Птицкие) – wieś na Białorusi, w obwodzie witebskim, w rejonie miorskim, w sielsowiecie Miory.
Dawniej używana nazwa miejscowości – Ptyckie.

## Historia
W czasach zaborów w gminie Czeress, w powiecie dzisieńskim, w guberni wileńskiej Imperium Rosyjskiego.
W latach 1921–1945 wieś leżała w Polsce, w województwie wileńskim, w powiecie dziśnieńskim, od 1926 w powiecie brasławskim, w gminie Czeress a od 1927 w gminie Miory.
Według Powszechnego Spisu Ludności z 1921 roku zamieszkiwało tu 128 osób, 29 było wyznania rzymskokatolickiego a 99 prawosławnego. Jednocześnie 13 mieszkańców  zadeklarowało polską przynależność narodową, 115 białoruską. Było tu 23 budynki mieszkalne. W 1931 w 27 domach zamieszkiwało 152 osoby.
Wierni należeli do parafii rzymskokatolickiej w Miorach i prawosławnej w m. Czeress. Miejscowość podlegała pod Sąd Grodzki w Druji i Okręgowy w Wilnie; właściwy urząd pocztowy mieścił się w Miorach.
W wyniku napaści ZSRR na Polskę we wrześniu 1939 miejscowość znalazła się pod okupacją sowiecką. 2 listopada została włączona do Białoruskiej SRR. Od czerwca 1941 roku pod okupacją niemiecką. W 1944 miejscowość została ponownie zajęta przez wojska sowieckie i włączona do obwodu mińskiego Białoruskiej SRR. Do 1962 roku siedziba władz sielsowietu Malce.
Od 1991 w składzie niepodległej Białorusi. Do 2004 w składzie sielsowietu Czeres.